# Liste der Kulturdenkmale in Ahrenshöft
In der Liste der Kulturdenkmale in Ahrenshöft sind alle Kulturdenkmale der schleswig-holsteinischen Gemeinde Ahrenshöft (Kreis Nordfriesland) und ihrer Ortsteile aufgelistet (Stand: 10. März 2025).

## Legende
In den Spalten befinden sich folgende Informationen:
- Objekt-ID: die Nummer des Kulturdenkmales
- Lage: die Adresse des Kulturdenkmales und die geographischen Koordinaten. Kartenansicht, um Koordinaten zu setzen. In der Kartenansicht sind Kulturdenkmale ohne Koordinaten mit einem roten Marker dargestellt und können in der Karte gesetzt werden. Kulturdenkmale ohne Bild sind mit einem blauen Marker gekennzeichnet, Kulturdenkmale mit Bild mit einem grünen Marker.
- Offizielle Bezeichnung: Bezeichnung des Kulturdenkmales
- Beschreibung: die Beschreibung des Kulturdenkmales
- Bild: ein Bild des Kulturdenkmales

## Bauliche Anlagen
| Objekt-ID     | Lage                                       | Offizielle Bezeichnung | Beschreibung | Bild |
| ------------- | ------------------------------------------ | ---------------------- | --- | ---- |
| 5978 Wikidata | Dorfstraße 52 (54° 33′ 37″ N, 9° 3′ 57″ O) | Gasthaus „Dörpskroog“  | Gasthaus „Dörpskroog“; 1900; traufständiger, eingeschossiger Backsteinbau unter pfannengedecktem Schopfwalmdach mit übergiebeltem Mittelrisalit und Backsteinzierfriesen, östlicher Quertrakt mit ehem. Stall und Ausspann, nördlich ehem. Backhaus - Begründung: geschichtlich, städtebaulich, Kulturlandschaft prägend - Schutzumfang: Gasthaus „Dörpskroog“, Backhaus - Denkmaltyp: Bauliche Anlage | BW   |
| 5977 Wikidata | Schulweg 1 (54° 33′ 36″ N, 9° 4′ 2″ O)     | Kate Barthelmes        | Kate; 19. Jh.; In Ecklage befindlicher eingeschossiger Walmdachbau mit Backsteinfassade und Reetdeckung - Begründung: geschichtlich, städtebaulich - Schutzumfang: gesamtes Objekt - Denkmaltyp: Bauliche Anlage | BW   |

## Quelle
- Liste der Kulturdenkmale in Schleswig-Holstein – Kreis Nordfriesland (PDF)

- Karte mit allen Koordinaten:
- OSM |
- WikiMap